# Zeinab Camara
Zeinab Camara (ur. 27 stycznia 1981 w Konakry) – gwinejska polityczka, od 2020 posłanka do Zgromadzenia Narodowego Gwinei, pierwsza kobieta kierująca klubem piłki nożnej w Gwinei.

## Życiorys
Urodziła się w Gwinei. Studiowała stosunki międzynarodowe na Uniwersytecie De Montfort, a potem strategiczne zarządzanie publiczne na Uniwersytecie Leicester. Zajmowała się integracją administracji publicznej jako Koordynatorka Programu w Narodowej Służbie Zdrowia w Ministerstwie Zdrowia Anglii. Po powrocie do Gwinei (2009) pracowała w przedsiębiorstwie Rio Tinto Simandou, współpracując z ministrami rządu Gwinei. W 2014 została laureatką IX edycji stypendialnego programu liderskiego arcybiskupa Desmonda Tutu, a następnie szefową gabinetu Ministerstwa Szkolnictwa Wyższego i Badań Naukowych Gwinei. W 2017 powierzono jej obsługę administracyjną i finansową Zgromadzenia Narodowego Gwinei.
Interesuje się piłką nożną, którą traktuje jako narzędzie do kierowania zainteresowaniami młodzieży. Była prezeską klubu piłkarskiego Fatala w Boffa i pierwszą kobietą, która prowadziła klub piłkarski w Gwinei. Z pomocą akademii piłkarskiej klub starał się zapobiegać wagarowaniu młodzieży. Klub działa w drugiej lidze narodowej (w 2014 był w trzeciej).
Camara założyła organizację Women in Mining Guinea. Jest członkinią zarządu Rady Zarządzającej Africa 2.0 i Gwinejskiego Klubu Górniczego.
W lutym 2020 Camara startowała w wyborach parlamentarnych w regionie Boffa z ramienia rządącej partii RPG Arc-en-ciel. Została wybrana.

## Wyróżnienia
W 2018 otrzymała nagrodę podczas 14. edycji Nocy Doskonałości dla Kobiet Gwinei.